# Approche du processus d'action en santé

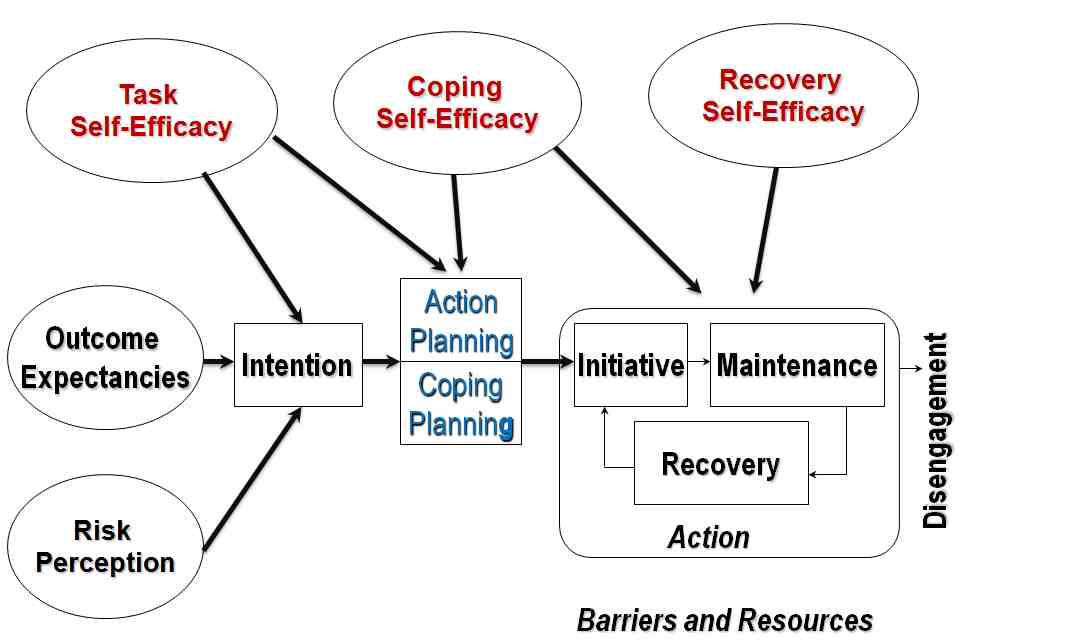
Approche du processus d'action en santé

L'approche du processus d'action de santé (APAS) est une théorie psychologique du changement de comportement de santé, développée par Ralf Schwarzer, professeur de psychologie à l'université libre de Berlin (Allemagne).
Le changement de comportement de santé fait référence au remplacement de comportements compromettant la santé (tels que le comportement sédentaire) par des comportements favorables à la santé (tels que l'exercice physique). Pour décrire, prédire et expliquer de tels processus, des théories ou des modèles sont en cours d'élaboration. Les théories du changement comportemental de la santé sont conçues pour examiner un ensemble de constructions psychologiques qui visent conjointement à expliquer ce qui motive les gens à changer et comment ils prennent des mesures préventives,.
APAS est un cadre ouvert de diverses constructions motivationnelles et volitives qui sont supposées expliquer et prédire les changements individuels dans les comportements de santé tels que cesser de fumer ou de boire et améliorer les niveaux d'activité physique, l'hygiène dentaire, l'usage de la ceinture de sécurité, l'auto-examen des seins, les comportements alimentaires, et l'évitement de la conduite en état d'ébriété. APAS suggère que l'adoption, le lancement et le maintien des comportements de santé doivent être conçus comme un processus structuré comprenant une phase de motivation et une phase de volition. Le premier décrit la formation de l'intention tandis que le second se réfère à la planification et à l'action (initiative, maintien, récupération). Le modèle met l'accent sur le rôle particulier de l'auto-efficacité perçue à différentes étapes du changement de comportement en matière de santé.

## Arrière-plan
Les modèles qui décrivent le changement de comportement en matière de santé peuvent être distingués en termes d'hypothèse selon qu'ils sont basés sur un continuum ou sur des stades. Un modèle de continuum (médiateur) prétend que le changement est un processus continu qui mène d'un manque de motivation à un changement réussi ou à un désengagement final par l'intermédiaire de la préparation à l'action. Les recherches sur de tels modèles de médiateurs sont reflétées par des diagrammes de chemin qui incluent des prédicteurs distaux et proximaux du comportement cible. D'un autre côté, l'approche par étapes suppose que le changement est non linéaire et consiste en plusieurs étapes qualitatives reflétant les différents états d'esprit des personnes. Un cadre à deux couches qui peut être appliqué soit en tant que continuum ou en tant que modèle de scène est APAS. Elle inclut l'auto-efficacité, les attentes en matière de résultats et la perception du risque en tant que prédicteurs distaux, l'intention en tant que médiateur intermédiaire et les facteurs volontaires (tels que la planification d'action) en tant que prédicteurs de comportement les plus proches.
Les bonnes intentions sont plus susceptibles d'être traduites en action lorsque les gens planifient quand, où et comment réaliser le comportement souhaité. Les intentions favorisent la planification, ce qui facilite le changement de comportement. La planification a été trouvée pour médiatiser la relation intention-comportement. Une distinction a été faite entre la planification d'action et la planification d'adaptation. La planification de l'adaptation a lieu lorsque les gens imaginent des scénarios qui les empêchent d'accomplir leur comportement prévu, et ils développent un ou plusieurs plans pour faire face à une situation aussi difficile.
APAS est conçu comme une séquence de deux processus d'autorégulation continus, une phase d'établissement d'objectifs (motivation) et une phase d'objectif-poursuite (volition). La deuxième phase est subdivisée en une phase de pré-action et une phase d'action. Ainsi, on peut superposer ces trois phases (étapes) sur le modèle du continuum (médiateur) en tant que deuxième couche, et considérer les étapes comme des modérateurs. Cette architecture à deux couches permet de basculer entre le modèle continuum et le modèle scénique, en fonction de la question de recherche donnée.

## Cinq principes
HAPA a cinq grands principes qui le distinguent des autres modèles :
1. Motivation et volonté : le premier principe suggère que l'on devrait diviser le processus de changement de comportement de santé en deux phases. Il y a un changement de mentalité lorsque les gens passent de la délibération à l'action. D'abord vient la phase de motivation dans laquelle les gens développent leurs intentions. Ensuite, ils entrent dans la phase de volition.
2. Deux phases volitionnelles : dans la phase de volition, il y a deux groupes d'individus: ceux qui n'ont pas encore traduit leurs intentions dans l'action, et ceux qui l'ont fait. Il y a des inactifs ainsi que des personnes actives dans cette phase. En d'autres termes, dans la phase volitionnelle, on trouve des intendants ainsi que des acteurs caractérisés par des états psychologiques différents. Ainsi, en plus du changement de comportement de santé en tant que processus continu, on peut aussi créer trois catégories de personnes avec des mentalités différentes en fonction du point où ils se trouvent dans le cadre du changement de comportement de santé : préintendants, intendants et acteurs. L'évaluation des étapes est effectuée par des algorithmes d'étape spécifiques au comportement[9].
3. Planification post-intentionnelle : les personnes qui sont en phase préactionnelle volontaire sont motivées à changer, mais n'agissent pas parce qu'elles n'ont pas les compétences nécessaires pour traduire leur intention en action. La planification est une stratégie clé à ce stade. La planification sert de médiateur opérationnel entre les intentions et le comportement.
4. Deux types de simulation mentale : la planification peut être divisée en planification d'action et planification d'adaptation. La planification de l'action se rapporte au quand, où et comment de l'action prévue. La planification de l'adaptation comprend l'anticipation des obstacles et la conception d'actions alternatives qui aident à atteindre ses objectifs malgré les obstacles. La séparation de la structure de planification en deux constructions, la planification de l'action et la planification de l'adaptation, a été jugée utile car des études ont confirmé la validité discriminante d'une telle distinction. La planification de l'action semble être plus importante pour l'initiation des comportements de santé, tandis que la planification de l'adaptation est également nécessaire pour le lancement et le maintien des actions[10].
5. Auto-efficacité spécifique à la phase : l'auto-efficacité perçue est requise tout au long du processus. Cependant, la nature de l'auto-efficacité diffère d'une phase à l'autre. Cette différence est liée au fait qu'il existe différents défis à mesure que les gens progressent d'une phase à l'autre. La définition des objectifs, la planification, l'initiation, l'action et la maintenance posent des défis qui ne sont pas de même nature. Par conséquent, il convient de faire la distinction entre l'auto-efficacité préventive, l'auto-efficacité d'adaptation et l'auto-efficacité de la récupération[11]. Parfois, les termes de l'auto-efficacité des tâches au lieu de l'auto-efficacité de la préaction, et de l'auto-efficacité de la maintenance au lieu de l'auto-efficacité de l'adaptation et de la récupération sont préférés.

## Interventions psychologiques
En ce qui concerne la conception des interventions, on peut envisager d'identifier les individus qui résident soit au stade de la motivation, soit au stade de la volition. Ensuite, chaque groupe devient la cible d'un traitement spécifique adapté à ce groupe. En outre, il est théoriquement significatif et s'est avéré utile de subdiviser davantage le groupe volitif en ceux qui exécutent et ceux qui ont seulement l'intention d'effectuer. Dans le stade préactionnel postintentionnel, les individus sont étiquetés « intendants », alors que dans la phase d'action ils sont étiquetés « acteurs ». Ainsi, une subdivision appropriée dans le processus de changement de comportement de santé donne trois groupes: non-intendant, intendant et acteur. Le terme « stade » dans ce contexte a été choisi pour faire allusion aux théories des stades, mais pas dans la définition stricte qui inclut l'irréversibilité et l'invariance. Les termes « phase » ou « état d'esprit » peuvent également convenir à cette distinction. L'idée de base est que les individus traversent différents états d'esprit sur le chemin du changement de comportement. Ainsi, les interventions peuvent être plus efficaces lorsqu'elles sont adaptées à ces mentalités particulières. Par exemple, les non-initiés sont censés bénéficier de la confrontation avec les attentes en matière de résultats et d'un certain niveau de communication des risques. Ils doivent apprendre que le nouveau comportement (par exemple, devenir physiquement actif) a des effets positifs (par exemple, bien-être, perte de poids, plaisir) plutôt que les résultats négatifs qui accompagnent le comportement actuel (sédentaire, associé au fait de développer une maladie ou d'être peu attrayant). En revanche, les intendants ne devraient pas bénéficier d'un tel traitement car, après avoir fixé un objectif, ils ont déjà dépassé cet état d'esprit. Au contraire, ils devraient bénéficier de la planification afin de traduire leurs intentions en action. Enfin, les acteurs n'ont besoin d'aucun traitement à moins de vouloir améliorer leurs compétences en prévention des rechutes. Ensuite, ils devraient être préparés à des situations particulières à haut risque dans lesquelles des défaillances sont imminentes. La préparation peut être exercée en leur apprenant à anticiper de telles situations et en acquérant les niveaux nécessaires d'auto-efficacité de récupération perçue. Il y a quelques essais contrôlés randomisés qui ont examiné la notion d'interventions adaptées au stade basées sur APAS, par exemple dans le contexte des comportements alimentaires, de l'activité physique et de l'hygiène dentaire.